# بن کرمپتون
بن کرمپتون (انگلیسی: Ben Crompton؛ زاده 1974) یک بازیگر اهل انگلستان است.
از فیلم‌ها یا مجموعه‌های تلویزیونی که وی در آن‌ها نقش داشته است می‌توان به ۱۰۲ سگ خالدار و مجموعه‌های بازی تاج‌وتخت و استرایک اشاره نمود.